# Deerlijk
Deerlijk es un municipio de la región de Flandes, en la provincia de Flandes Occidental, Bélgica. A 1 de enero de 2018 tenía una población estimada de 11 796 habitantes.

## Geografía
Se encuentra ubicada al oeste del país, cerca de la frontera con Francia.

### Secciones del municipio
| - Deerlijk |

## Demografía

### Evolución
Todos los datos históricos relativos al actual municipio, el siguiente gráfico refleja su evolución demográfica.
| Gráfica de evolución demográfica de Deerlijk entre 1846 y 2020 |
|                                                                |